# 前田利意
前田 利意（まえだ としもと）は、上野国七日市藩の第2代藩主。七日市藩前田家2代。

## 生涯
初代藩主・前田利孝の長男。母は本多康俊の娘。正室は戸田庸直の養女（戸田忠光の娘、のちに離縁し、二の丸殿と通称された）。
寛永2年（1625年）、江戸滝口邸にて生まれる。寛永14年（1637年）、父の死去により跡を継ぐ。館林城代（正保元年（1644年））や大坂御加番代を務め、貞享元年（1684年）に将軍・徳川綱吉より朱章を賜る。貞享2年（1685年）4月27日（もしくは4月28日）に61歳で七日市にて死去した。跡を子の利広が継いだ。法号は霊雲院殿桃岳宗吾大居士。墓所は群馬県富岡市の長学寺。
『土芥寇讎記』の利広の項目に拠れば、利広は女性に溺れることもなく、「善ありて悪なし」の「誉の将」とされている。一方利広の評価は「父親（利意）と比べて抜群に良い」ともされており、「父親（利意）は美女を好んで弊害が多く、浪費していた」とされている。

## 系譜
父母
- 前田利孝（父）
- 本多康俊の娘（母）

正室
- 二の丸殿 ー 戸田庸直の養女、戸田忠光の娘、後に離縁

子女
- 前田利広（長男）
- 前田主殿
- 前田九八郎
- 前田孝興[注釈 1]（三男）
- 前田孝興[注釈 2]
- 前田誠明[注釈 3]
- 上田元休[注釈 4]
- 前田孝教[注釈 5]
- 福島定正[注釈 6]
- 前田孝效[注釈 7]
- 麻 ー 山田勘兵衛某室
- 恭 ー 長尚連室、前田綱紀の養女
- 品川伊兵衛某室
- 畠山義寧正室
- 長 ー 前田孝始室